# Xian de Songyang
Le xian de Songyang (松阳县 ; pinyin : Sōngyáng Xiàn) est un district administratif de la province du Zhejiang en Chine. Il est placé sous la juridiction administrative de la ville-préfecture de Lishui.

## Démographie
La population du district était de 229 778 habitants en 1999.